# Лауреаты Государственной премии Российской Федерации за 2003 год

## Лауреаты в области литературы и искусства

### В области литературы
За трилогию «Час шестый»
- Белов, Василий Иванович, прозаик.

За роман «Прошедшие войны»
- Ибрагимов, Канта Хамзатович, прозаик.

За переводы английской и американской поэзии пяти веков
- Кружков, Григорий Михайлович, переводчик.

### В области архитектуры
За здание торгового комплекса народной компании «СИТИ» в г. Хабаровске
- Белошниченко, Владимир Николаевич, архитектор.
- Бычковская, Галина Юрьевна, архитектор.
- Редькин, Анатолий Павлович, архитектор.
- Копылов, Александр Васильевич, инженер-конструктор.

За книги «Русский модерн», «Русский неоклассицизм»
- Борисова, Елена Андреевна, искусствовед.
- Стернин, Григорий Юрьевич, искусствовед.
- Пальмин, Игорь Анатольевич, фотограф.

За труды по проблеме исторического своеобразия русского зодчества и его места в мировом процессе развития строительного искусства
- Швидковский, Дмитрий Олегович, историк архитектуры.

### В области дизайна
За серию комплексных произведений графического дизайна для объектов культуры и туризма
- Акопов, Валерий Сергеевич, дизайнер-график.

За серию книг по истории дизайна «Российский дизайн», «История дизайна», «Постсоветский дизайн»
- Воронов, Никита Васильевич (посмертно), искусствовед.
- Михайлов, Сергей Михайлович, архитектор.
- Назаров, Юрий Владимирович, дизайнер.

### В области изобразительного искусства
За серию живописных и графических произведений «Дом в Новогирееве»
- Голицын, Илларион Владимирович, художник.

За цикл офортов «Старые дома»
- Суворов, Александр Борисович, художник-график.

### В области киноискусства
За телевизионный документальный фильм «Извините, что живу...»
- Погребной, Алексей Иванович, режиссёр, автор сценария.
- Услов, Владислав Николаевич, оператор.
- Коробейников, Владимир Алексеевич, звукорежиссёр.
- Казакова, Вера Васильевна, героиня фильма.

За документальный фильм «Дионисий»
- Резцов, Михаил Ильич, режиссёр.
- Савина, Елена Борисовна, автор сценария.
- Чернецов, Дмитрий Николаевич, режиссёр, оператор.
- Макаров, Михаил Николаевич, оператор.

За художественный фильм «Кукушка»
- Рогожкин, Александр Владимирович, режиссёр-постановщик, автор сценария.
- Сельянов, Сергей Михайлович, художественный руководитель.
- Жегалов, Андрей Алексеевич, оператор-постановщик.
- Светозаров, Владимир Иосифович, художник-постановщик.
- Павлов, Дмитрий Александрович, композитор.
- Гудковский, Анатолий Леонидович, звукорежиссёр.
- Соколов, Сергей Николаевич, звукорежиссёр.
- Бычков, Виктор Николаевич, исполнитель главной роли.
- Хаапасало, Виллэ, исполнитель главной роли.
- Юусо, Анни-Кристина, исполнительница главной роли.

### В области музыкального искусства
За создание Московского театра «Новая опера»
- Колобов, Евгений Владимирович (посмертно), основатель и художественный руководитель театра.
- Попович, Наталья Григорьевна, главный хормейстер, председатель художественной коллегии театра.
- Лысенко, Сергей Александрович, хормейстер, дирижёр.

За спектакли Московского государственного академического камерного музыкального театра «Сорочинская ярмарка» М. Мусоргского, «Юлий Цезарь и Клеопатра» Г. Ф. Генделя
- Покровский, Борис Александрович, режиссёр-постановщик.
- Оссовский, Лев Моисеевич, дирижёр.

За концертные программы 2000—2003 годов
- Рудин, Александр Израилевич, виолончелист.

### В области театрального искусства
За спектакль Московского Художественного академического театра имени А. П. Чехова «Пролётный гусь» по рассказам В. П. Астафьева «Пролётный гусь» и «Бабушкин праздник»
- Астафьев, Виктор Петрович (посмертно), писатель.
- Брусникина, Марина Станиславовна, режиссёр.
- Колесниченко, Янина Евгеньевна, исполнитель главной роли.
- Трошин, Валерий Владимирович, исполнитель главной роли.
- Чекмазов, Эдуард Валентинович, исполнитель главной роли.

За исполнение ролей классического и современного репертуара
- Вовненко, Елена Витальевна, артистка.
- Сиятвинда, Григорий Дэвидович, артист.
- Смоляков, Андрей Игоревич, артист.
- Суханов, Денис Валерьевич, артист.
- Хаматова, Чулпан Наилевна, артистка.

За спектакль Государственного академического Малого театра России «Правда — хорошо, а счастье лучше» по пьесе А. Н. Островского
- Женовач, Сергей Васильевич, режиссёр-постановщик.
- Боровский, Александр Давидович, художник-постановщик.
- Бочкарёв, Василий Иванович, исполнитель главной роли.
- Глушенко, Евгения Константиновна, исполнитель главной роли.
- Леонова, Ирина Юрьевна, исполнитель главной роли.
- Подгородинский, Глеб Валерьевич, исполнитель главной роли.
- Полякова, Людмила Петровна, исполнитель главной роли.

За спектакль Государственного академического театра драмы имени А. С. Пушкина (Александрийского) «Ревизор» по пьесе Н. В. Гоголя
- Фокин, Валерий Владимирович, режиссёр-постановщик.
- Боровский, Александр Давидович, художник-постановщик.
- Десятников, Леонид Аркадьевич, композитор.
- Грицай, Сергей Иванович, хореограф.
- Девотченко, Алексей Валерьевич, исполнитель главной роли.
- Паршин, Сергей Иванович, исполнитель главной роли.

За спектакль Чувашского государственного академического драматического театра имени К. В. Иванова «Свет далекого счастья» по пьесе А. Тарасова
- Яковлев, Валерий Николаевич, режиссёр-постановщик, сценограф.
- Казаков, Николай Нилович, композитор.
- Андреева, Светлана Владимировна, исполнитель главной роли.
- Большаков, Геннадий Арсентьевич, исполнитель главной роли.
- Ситова, Валентина Петровна, исполнитель главной роли.

### В области эстрадного искусства
За концертные программы «Карнавал джаза», «Триумф джаза»
- Бутман, Игорь Михайлович, саксофонист, руководитель «Джаз-оркестра».

### В области просветительской деятельности
За проект Государственной Третьяковской галереи 1999—2003 годов «Золотая карта России»
- Андреева, Галина Борисовна,
- Билык, Николай Николаевич,
- Бенедиктов, Владимир Юрьевич,
- Волкова, Татьяна Евгеньевна,
- Дивова, Нина Глебовна,
- Петюшенко, Витольд Михайлович,
- Родионов, Валентин Алексеевич,
- Синев, Геннадий Никитович.

За цикл телевизионных передач «Малые музеи Санкт-Петербурга», «Петербург: время и место»
- Венгеров, Александр Владимирович,
- Владимир Соболь (Гринфельд, Владимир Александрович),
- Добрияник, Александр Георгиевич,
- Михайлова, Ирина Георгиевна,
- Плугатырёва, Елена Глебовна,
- Толубеев, Андрей Юрьевич.

За многолетнее научное исследование и публикацию творческого наследия основателей Московского Художественного театра
- Виноградская, Ирина Николаевна,
- Ефремов, Олег Николаевич (посмертно),
- Смелянский, Анатолий Миронович,
- Соловьёва (Базилевская), Инна Натановна.

За программу «Академия музыки „Новое передвижничество“»
- Задерацкий, Всеволод Всеволодович,
- Казенин, Владислав Игоревич,
- Соколов, Александр Сергеевич.

### За произведения для детей и юношества
- За создание и реализацию программы художественного воспитания и образования детей и юношества в Государственном Русском музее
  - Бойко, Алексей Григорьевич,
  - Гусев, Владимир Александрович,
  - Жвитиашвили, Нана Юрьевна,
  - Кривонос, Александр Петрович,
  - Кулешова, Наталия Михайловна,
  - Платонова, Ольга Всеволодовна,
  - Соколова, Наталия Дмитриевна,
  - Столяров, Борис Андреевич.

## Лауреаты в области науки и техники
За цикл работ «Острые внутричерепные кровоизлияния: изучение патогенеза, разработка и внедрение новых технологий в диагностику и хирургическое лечение»
- Гайдар, Борис Всеволодович, член-корреспондент Российской академии медицинских наук, начальник Военно-медицинской академии имени С. М. Кирова Министерства обороны Российской Федерации.
- Кондаков, Евгений Николаевич, доктор медицинских наук, профессор.
- Парфёнов, Валерий Евгеньевич, доктор медицинских наук, начальник кафедры.
- Свистов, Дмитрий Владимирович, кандидат медицинских наук, заместитель начальника кафедры.
- Семенютин, Владимир Борисович, доктор биологических наук, старший научный сотрудник, — работник той же академии;
- Крылов, Владимир Викторович, доктор медицинских наук, руководитель отделения Научно-исследовательского института скорой помощи имени Н. В. Склифосовского Департамента здравоохранения Москвы.

За работу «Решение научно-технических проблем, разработка и крупносерийное промышленное производство прецизионных пьезоэлектрических резонаторов и генераторов»
- Абдрафиков, Станислав Николаевич, кандидат экономических наук, генеральный директор открытого акционерного общества "Южноуральский завод «Кристалл»;
- Авдонин, Борис Николаевич, доктор экономических наук, генеральный директор открытого акционерного общества "Центральный научно-исследовательский институт экономики, систем управления и информации «Электроника»;
- Бугаев, Александр Степанович, академик, заведующий кафедрой Московского физико-технического института;
- Вороховский, Яков Леонидович, кандидат технических наук, генеральный директор открытого акционерного общества «Морион» (Санкт-Петербург);
- Ермолаева, Ирина Васильевна, кандидат физико-математических наук, старший научный сотрудник Института истории естествознания и техники имени С. И. Вавилова Российской академии наук;
- Котелянский, Иосиф Моисеевич, доктор технических наук, заведующий лабораторией Фрязинского отделения Института радиотехники и электроники Российской академии наук.
- Мансфельд, Георгий Дмитриевич, доктор физико-математических наук, главный научный сотрудник того же института;
- Чернозатонский, Леонид Александрович, доктор физико-математических наук, главный научный сотрудник Института биохимической физики Российской академии наук.

За исследование стимулированного излучения сильноточных релятивистских электронных пучков и создание сверхмощных вакуумных микроволновых генераторов
- Гапонов-Грехов, Андрей Викторович, академик, научный руководитель Института прикладной физики Российской академии наук, руководитель работы.
- Братман, Владимир Львович, доктор физико-математических наук, заведующий лабораторией.
- Гинзбург, Наум Самуилович, доктор физико-математических наук, заведующий сектором.
- Денисов, Григорий Геннадьевич, доктор физико-математических наук, заведующий отделом.
- Ковалёв, Николай Фёдорович, доктор физико-математических наук, заведующий лабораторией.
- Петелин, Михаил Иванович, заведующий отделом, — работник того же института;
- Канавец, Василий Иванович, доктор физико-математических наук, профессор Московского государственного университета имени М. В. Ломоносова;
- Ростов, Владислав Владимирович, доктор физико-математических наук, ведущий научный сотрудник Института сильноточной электроники Сибирского отделения Российской академии наук.

За работу «Эволюционная электрокардиология: хронотопография возбуждения сердца позвоночных»
- Рощевский, Михаил Павлович, академик, главный научный сотрудник Института физиологии Коми научного центра Уральского отделения Российской академии наук, руководитель работы.
- Головко, Владимир Александрович, доктор биологических наук, заведующий лабораторией.
- Прошева, Валентина Ивановна, доктор биологических наук, ведущий научный сотрудник.
- Рощевская, Ирина Михайловна, доктор биологических наук, исполняющая обязанности заместителя директора .
- Шмаков, Дмитрий Николаевич, доктор биологических наук, заместитель директора по научной работе, — работник того же института.

За создание государственного комплекса «Дворец конгрессов» на базе памятника истории, культуры и архитектуры XVIII века дворцово-паркового ансамбля «Стрельна», (Санкт-Петербург)
- Борисова, Ася Львовна, президент общества с ограниченной ответственностью «Кредо»;
- Вебер, Давид Моисеевич, главный специалист-конструктор федерального государственного унитарного предприятия «Санкт-Петербургское отделение Головного проектного и научно-исследовательского института» Российской академии наук.
- Меркурьев, Евгений Юрьевич, главный архитектор проектов того же предприятия;
- Иванов, Евгений Иванович, кандидат технических наук, генеральный директор закрытого акционерного общества «Трест Ленмостострой»;
- Кожин, Владимир Игоревич, управляющий делами Президента Российской Федерации.
- Малюшин, Иван Дмитриевич, заместитель управляющего делами Президента Российской Федерации.
- Чаус, Анатолий Васильевич, заместитель управляющего делами Президента Российской Федерации;
- Коновалов, Александр Борисович, первый заместитель генерального директора открытого акционерного общества «Сатурн»;
- Михайлов, Григорий Владимирович, генеральный директор — творческий руководитель общества с ограниченной ответственностью «Архитектурная студия Михайлова»;
- Улицкий, Владимир Михайлович, доктор технических наук, заведующий кафедрой Петербургского государственного университета путей сообщения.

За работу «Научные основы проектирования и создание гаммы тяжелых кривошипных горячештамповочных прессов, технологии штамповки и автоматических линий для изготовления крупных поковок»
- Дибнер, Юрий Абрамович, главный конструктор головного конструкторского бюро закрытого акционерного общества по выпуску тяжелых механических прессов «Тяжмехпресс».
- Крук, Александр Тимофеевич, кандидат технических наук, генеральный директор.
- Соков, Владимир Ильич, кандидат технических наук, заместитель технического директора.
- Федоркевич, Вячеслав Феофанович, ведущий инженер-конструктор, — работник того же акционерного общества;
- Сафонов, Анатолий Васильевич, доктор технических наук, профессор Московского государственного технического университета имени Н. Э. Баумана.
- Семёнов, Евгений Иванович, доктор технических наук, профессор того же университета;
- Горожанкин, Валерий Николаевич, кандидат технических наук (посмертно).

За работу «Научные основы интродукции и селекции овощных культур с повышенным содержанием биологически активных веществ и антиоксидантов»
- Пивоваров, Виктор Фёдорович, академик Российской академии сельскохозяйственных наук, директор Всероссийского научно-исследовательского института селекции и Семёноводства овощных культур Российской академии сельскохозяйственных наук, руководитель работы.
- Волощенко, Сергей Владимирович, кандидат сельскохозяйственных наук, директор Северо-Кавказской овощной опытной станции.
- Гинс, Валентина Карловна, доктор биологических наук, заведующая лабораторией.
- Гинс, Мурат Сабирович, кандидат биологических наук, старший научный сотрудник.
- Кононков, Пётр Фёдорович, доктор сельскохозяйственных наук, заведующий лабораторией, работник того же института;
- Литвинов, Станислав Степанович, академик Российской академии сельскохозяйственных наук, директор Всероссийского научно-исследовательского института овощеводства Российской академии сельскохозяйственных наук.
- Рыбалко, Анна Анатольевна, кандидат сельскохозяйственных наук, ведущий научный сотрудник Западно-Сибирской овощной опытной станции того же института;
- Жидкова, Нелли Илларионовна, доктор сельскохозяйственных наук (посмертно).

За работу «Металлокомплексный катализ в органическом и металлоорганическом синтезе»
- Джемилев, Усеин Меметович, член-корреспондент Российской академии наук, директор Института нефтехимии и катализа Академии наук Республики Башкортостан и Уфимского научного центра Российской академии наук.
- Ибрагимов, Асхат Габдрахманович, доктор химических наук, ведущий научный сотрудник.
- Хуснутдинов, Равил Исмагилович, доктор химических наук, заместитель директора, — работник того же института;
- Белецкая, Ирина Петровна, академик, заведующая лабораторией Московского государственного университета имени М. В. Ломоносова;
- Толстиков, Генрих Александрович, академик, советник Российской академии наук при Новосибирском институте органической химии имени Н. Н. Ворожцова Сибирского отделения Российской академии наук.

За создание и внедрение в эксплуатацию семейства магистральных пассажирских самолетов на базе самолета Ту-204
- Алашеев, Олег Юрьевич, кандидат технических наук, первый заместитель генерального конструктора — главный конструктор открытого акционерного общества «Туполев».
- Лановский, Лев Аронович, главный конструктор.
- Максимов, Владимир Акимович, начальник центра «Технические проекты».
- Шевчук, Игорь Сергеевич, президент — генеральный конструктор, — работник того же акционерного общества;
- Бабаскин, Василий Викторович, кандидат технических наук, генеральный директор федерального государственного унитарного авиационного предприятия «КавМинводыавиа»;
- Михайлов, Виктор Васильевич, генеральный директор закрытого акционерного общества «Авиастар-СП»;
- Скоморохов, Сергей Иванович, заместитель начальника отделения Центрального аэрогидродинамического института имени Н. Е. Жуковского.

За работу «Нелинейные волны в сплошных средах, описываемые гиперболическими системами уравнений высокого порядка: разрывы и их структуры»
- Куликовский, Андрей Геннадьевич, член-корреспондент Российской академии наук, главный научный сотрудник Математического института имени В. А. Стеклова Российской академии наук.
- Чугайнова, Анна Павловна, кандидат физико-математических наук, старший научный сотрудник того же института;
- Бармин, Алексей Алексеевич, доктор физико-математических наук, главный научный сотрудник Института механики Московского государственного университета имени М. В. Ломоносова.
- Любимов, Григорий Александрович, доктор физико-математических наук, главный научный сотрудник того же института;
- Свешникова, Елена Ивановна, кандидат физико-математических наук, доцент Московского государственного университета имени М. В. Ломоносова;
- Пушкарь, Евгений Александрович, доктор физико-математических наук, заведующий кафедрой Московского государственного индустриального университета;
- Ляпидевский, Валерий Юрьевич, доктор физико-математических наук, главный научный сотрудник Института гидродинамики имени М. А. Лаврентьева Сибирского отделения Российской академии наук.
- Тешуков, Владимир Михайлович, член-корреспондент Российской академии наук, директор того же института.

За разработку и внедрение научно обоснованной технологии прокатки высокотекстурованной алюминиевой ленты, модернизацию прокатного комплекса и организацию крупномасштабного производства банок под напитки
- Гречников, Фёдор Васильевич, доктор технических наук, заведующий кафедрой Самарского государственного аэрокосмического университета имени С. П. Королёва, руководитель работы;
- Коганов, Леонид Мордухович, кандидат технических наук, главный специалист открытого акционерного общества «Самарский металлургический завод».
- Самонин, Владимир Николаевич, технический директор — главный инженер.
- Фёдоров, Михаил Васильевич, кандидат технических наук, генеральный директор, — работник того же акционерного общества;
- Брунилин, Анатолий Иванович, кандидат технических наук, начальник управления открытого акционерного общества «Русский Алюминий Менеджмент».
- Можаев, Александр Евгеньевич, главный инженер общества с ограниченной ответственностью «Ростар» того же акционерного общества;
- Дмитриев, Александр Михайлович, член-корреспондент Российской академии наук, заведующий кафедрой Московского государственного технического университета имени Н. Э. Баумана;
- Орлов, Виктор Константинович, кандидат технических наук, ведущий научный сотрудник открытого акционерного общества "Акционерная холдинговая компания «Всероссийский научно-исследовательский и проектно-конструкторский институт металлургического машиностроения имени академика А. И. Целикова».

За фундаментальные исследования, разработку и создание электрофизических установок и плазменных технологических процессов для защиты окружающей среды
- Рутберг, Филипп Григорьевич, академик, директор Института проблем электрофизики Российской академии наук, руководитель работы.
- Братцев, Александр Николаевич, кандидат технических наук, заведующий лабораторией.
- Сафронов, Алексей Анатольевич (учёный), кандидат технических наук, заведующий лабораторией.
- Хомич, Владислав Юрьевич, член-корреспондент Российской академии наук, главный научный сотрудник, — работник того же института;
- Ласкин, Борис Михайлович, доктор технических наук, начальник научно-исследовательского комплекса федерального государственного унитарного предприятия "Российский научный центр «Прикладная химия»;
- Новоселов, Юрий Николаевич, доктор физико-математических наук, заместитель директора по научной работе Института электрофизики Уральского отделения Российской академии наук.

За цикл основополагающих работ по созданию и последующему внедрению высокоэффективного многосеточного метода численного решения широкого класса задач математической физики
- Астраханцев, Геннадий Петрович, доктор физико-математических наук, главный научный сотрудник Санкт-Петербургского экономико-математического института Российской академии наук;
- Бахвалов, Николай Сергеевич, академик, заведующий кафедрой Московского государственного университета имени М. В. Ломоносова;
- Федоренко, Радий Петрович, доктор физико-математических наук, главный научный сотрудник Института прикладной математики имени М. В. Келдыша Российской академии наук;
- Шайдуров, Владимир Викторович, член-корреспондент Российской академии наук, директор Института вычислительного моделирования Сибирского отделения Российской академии наук.

За работу «Предсказание и открытие новых структур в спиральных галактиках»
- Афанасьев, Виктор Леонидович, доктор физико-математических наук, главный научный сотрудник Специальной астрофизической обсерватории Российской академии наук.
- Додонов, Сергей Николаевич, кандидат физико-математических наук, заведующий лабораторией той же обсерватории;
- Поляченко, Валерий Львович, доктор физико-математических наук, ведущий научный сотрудник Института астрономии Российской академии наук.
- Фридман, Алексей Максимович, академик, заведующий отделом того же института;
- Засов, Анатолий Владимирович, доктор физико-математических наук, ведущий научный сотрудник Государственного астрономического института имени П. К. Штернберга Московского государственного университета имени М. В. Ломоносова.
- Сильченко, Ольга Касьяновна, доктор физико-математических наук, ведущий научный сотрудник того же института;
- Снежкин, Евгений Николаевич, кандидат физико-математических наук, ведущий научный сотрудник Института ядерного синтеза Российского научного центра «Курчатовский институт»;
- Хоружий, Олег Владимирович, доктор физико-математических наук, ведущий научный сотрудник государственного унитарного предприятия "Государственный научный центр Российской Федерации «Троицкий институт инновационных и термоядерных исследований».

За создание научных основ и широкомасштабное внедрение конкурентоспособных технологий, комплекса оборудования неразрушающего контроля и диагностики для оценки технического состояния различных объектов
- Васильев, Юрий Сергеевич, академик, президент Санкт-Петербургского государственного политехнического университета, руководитель работы.
- Башкарев, Альберт Яковлевич, доктор технических наук, проректор по научной работе того же университета;
- Алешин, Николай Павлович, член-корреспондент Российской академии наук, заведующий кафедрой Московского государственного технического университета имени Н. Э. Баумана;
- Будадин, Олег Николаевич, доктор технических наук, директор общества с ограниченной ответственностью "Технологический институт энергетических обследований, диагностики и неразрушающего контроля «ВЕМО»;
- Колганов, Валерий Иванович, кандидат технических наук, технический директор федерального государственного унитарного предприятия "Производственное объединение «Авангард»;
- Маслов, Александр Иванович, доктор технических наук, заведующий отделом закрытого акционерного общества "Научно-исследовательский институт интроскопии МНПО «Спектр»;
- Махутов, Николай Андреевич, член-корреспондент Российской академии наук, заведующий лабораторией Института машиноведения имени А. А. Благонравова Российской академии наук;
- Потапов, Анатолий Иванович, доктор технических наук, проректор по научной работе Северо-Западного заочного технического университета.

За раскрытие иммунологических механизмов развития атеросклероза, разработку и внедрение новых методов его диагностики и лечения
- Климов, Анатолий Николаевич, академик Российской академии медицинских наук, главный научный сотрудник Научно-исследовательского института экспериментальной медицины Российской академии медицинских наук, руководитель работы.
- Денисенко, Александр Дорофеевич, доктор медицинских наук, руководитель отдела.
- Нагорнев, Владимир Анатольевич, академик Российской академии медицинских наук, заместитель директора по научной работе, — работник того же института.

За работу «Научно-технические основы создания многокомпонентных материалов и групповых технологий холодного и горячего плакирования»
- Есаулов, Николай Петрович, доктор технических наук, профессор Московского государственного института радиотехники, электроники и автоматики (технического университета).
- Сигов, Александр Сергеевич, доктор физико-математических наук, ректор того же института;
- Евтихиев, Николай Николаевич, доктор физико-математических наук, префект Восточного административного округа Москвы;
- Коржавый, Алексей Пантелеевич, доктор технических наук, заведующий кафедрой Калужского филиала Московского государственного технического университета имени Н. Э. Баумана;
- Марин, Владимир Петрович, доктор технических наук, генеральный директор федерального государственного унитарного предприятия "Научно-исследовательский, учебный центр новых технологий и материалов «АТОМ».
- Меньшенин, Юрий Викторович, кандидат технических наук, директор по научной работе того же предприятия;
- Блинов, Геннадий Фёдорович, главный технолог закрытого акционерного общества «Аметист — М».
- Яранцев, Николай Владимирович, исполнительный директор того же акционерного общества.

За разработку, организацию производства и применение интегрированных микроэлектронных систем управления высокодинамичными быстродвижущимися объектами в реальном масштабе времени
- Крюков, Валерий Петрович, кандидат технических наук, начальник отделения федерального государственного унитарного предприятия «Научно-исследовательский институт электронной техники».
- Стоянов, Анатолий Иванович, директор того же предприятия;
- Зольников, Владимир Константинович, доктор технических наук, профессор Воронежской государственной лесотехнической академии.
- Межов, Вячеслав Егорович, доктор технических наук, заведующий кафедрой той же академии;
- Антимиров, Владимир Михайлович, кандидат технических наук, начальник отдела федерального государственного унитарного предприятия «Научно-производственное объединение автоматики».
- Трапезников, Михаил Борисович, кандидат технических наук, первый заместитель главного конструктора того же предприятия;
- Стемпковский, Александр Леонидович, член-корреспондент Российской академии наук, директор Института проблем проектирования в микроэлектроники Российской академии наук;
- Машевич, Павел Романович, заместитель генерального директора открытого акционерного общества «Ангстрем» имени А. И. Шокина.

За разработку научно обоснованной технологии воссоздания архитектурных памятников истории и её применение при реставрации колокольни Троице-Сергиевой лавры (г. Сергиев Посад Московской области)
- Быковская, Нина Александровна, руководитель архитектурно-реставрационной бригады Института по реставрации памятников истории и культуры «Спецпроектреставрация» Министерства культуры Российской Федерации;
- Георгий (Данилов, В. Т.), кандидат богословия, епископ Нижегородский и Арзамасский;
- Дмитриев, Виктор Викторович, доктор геолого-минералогических наук, профессор Московского государственного геолого-разведочного университета имени Серго Орджоникидзе;
- Забродин, Валерий Иванович, генеральный директор открытого акционерного общества «Перловский завод энергетического оборудования»;
- Иванов, Сергей Николаевич, кандидат экономических наук, первый заместитель генерального директора федерального государственного унитарного предприятия «Российский государственный концерн по производству электрической и тепловой энергии на атомных станциях».
- Поздышев, Эрик Николаевич, генеральный инспектор того же предприятия;
- Нюнин, Борис Николаевич, доктор технических наук, генеральный директор общества с ограниченной ответственностью «ОДМК».

За работу «Фундаментальные основы синтеза оксидных функциональных материалов (ферритов, манганитов, купратов)»
- Третьяков, Юрий Дмитриевич, академик, заведующий кафедрой Московского государственного университета имени М. В. Ломоносова, руководитель работы.
- Антипов, Евгений Викторович, доктор химических наук, профессор.
- Горбенко, Олег Юрьевич, доктор химических наук, старший научный сотрудник.
- Кауль, Андрей Рафаилович, доктор химических наук, профессор.
- Олейников, Николай Николаевич, доктор химических наук, профессор.
- Путилин, Сергей Николаевич, кандидат химических наук, ведущий научный сотрудник, — работник того же университета;
- Балакирев, Владимир Фёдорович, член-корреспондент Российской академии наук, советник Российской академии наук;
- Голиков, Юрий Васильевич, доктор химических наук, ведущий научный сотрудник Института металлургии Уральского отделения Российской академии наук.

За создание и внедрение в практику нового оригинального антиаритмического препарата «Нибентан»
- Голицын, Сергей Павлович, доктор медицинских наук, заместитель директора Института кардиологии имени А. Л. Мясникова государственного учреждения «Российский кардиологический научно-производственный комплекс».
- Розенштраух, Леонид Валентинович, академик, член-корреспондент Российской академии медицинских наук, руководитель лаборатории Института экспериментальной кардиологии.
- Руда, Михаил Яковлевич, доктор медицинских наук, начальник отдела.
- Чазов, Евгений Иванович, академик Российской академии наук и Российской академии медицинских наук, генеральный директор, — работник того же учреждения;
- Глушков, Роберт Георгиевич, академик Российской академии медицинских наук, генеральный директор федерального государственного унитарного предприятия «Центр по химии лекарственных средств».
- Львов, Александр Ильич, кандидат химических наук, ведущий научный сотрудник.
- Южаков, Сергей Данилович, доктор медицинских наук, руководитель лаборатории, — работник того же предприятия;
- Скачилова, Софья Яковлевна, доктор химических наук, заведующая отделом государственного унитарного предприятия «Всероссийский научный центр по безопасности биологически активных веществ».

За научную разработку и освоение отечественных кормовых ресурсов в птицеводстве
- Околелова, Тамара Михайловна, доктор биологических наук, главный научный сотрудник Всероссийского научно-исследовательского и технологического института птицеводства Российской академии сельскохозяйственных наук, руководитель работы.
- Егоров, Иван Афанасьевич, член-корреспондент Российской академии сельскохозяйственных наук, заместитель директора.
- Игнатова, Галина Владимировна, кандидат сельскохозяйственных наук, старший научный сотрудник.
- Имангулов, Шавкат Ахметович, доктор биологических наук, главный научный сотрудник, — работник того же института;
- Косинцев, Юрий Васильевич, директор государственного унитарного предприятия "Племенной птицеводческий завод «Птичное»;
- Кочнев, Геннадий Вениаминович, директор государственного унитарного предприятия "Птицефабрика «Свердловская»;
- Менькин, Виктор Константинович, доктор сельскохозяйственных наук, заведующий кафедрой Московской сельскохозяйственной академии имени К. А. Тимирязева;
- Морозов, Анатолий Михайлович, кандидат технических наук, генеральный директор общества с ограниченной ответственностью «Промфермент».

За разработку научной концепции и создание «Новой философской энциклопедии» (в 4-х томах)
- Гусейнов, Абдусалам Абдулкеримович, академик, заместитель директора Института философии Российской академии наук.
- Огурцов, Александр Павлович, доктор философских наук, заведующий отделом.
- Степин, Вячеслав Семёнович, академик, директор, — работник того же института;
- Семигин, Геннадий Юрьевич, доктор политических наук, директор Института сравнительной политологии Российской академии наук.

За фундаментальные исследования в области геотермальной энергетики и создание на их основе геотермальных электрических станций
- Поваров, Олег Алексеевич, доктор технических наук, заведующий лабораторией Московского энергетического института (технического университета), руководитель работы.
- Семёнов, Валерий Николаевич, кандидат технических наук, заведующий отделом научно-учебного центра геотермальной энергетики того же института;
- Бритвин, Олег Викторович, кандидат технических наук, председателю совета директоров открытого акционерного общества «Геотерм»;
- Мильман, Олег Ошеревич, доктор технических наук, начальник научно-технического центра, главный конструктор открытого акционерного общества «Калужский турбинный завод»;
- Никольский, Александр Иосифович, кандидат технических наук, технический директор закрытого акционерного общества «Наука»;
- Саакян, Валерий Арташесович, советник председателя правления Российского акционерного общества «ЕЭС России»;
- Сугробов, Виктор Михайлович, кандидат геолого-минералогических наук, старший научный сотрудник Института вулканологии Дальневосточного отделения Российской академии наук;
- Томаров, Григорий Валентинович, кандидат технических наук, доцент Московского государственного открытого университета.

За создание и внедрение в практику современных высокоэффективных информационных технологий эксплуатации федерального железнодорожного транспорта России
- Фадеев, Геннадий Матвеевич, президент открытого акционерного общества «Российские железные дороги», руководитель работы.
- Кузнецов, Александр Васильевич, заместитель директора главного вычислительного центра того же акционерного общества;
- Баврин, Геннадий Николаевич, заместитель директора Барыбинского филиала федерального государственного унитарного предприятия «Российский научно-исследовательский и проектно-конструкторский институт информатизации, автоматизации и связи».
- Козлов, Пётр Алексеевич, доктор технических наук, советник директора.
- Макаров, Виктор Михайлович, кандидат технических наук, заведующий лабораторией.
- Тишкин, Евгений Михайлович, доктор технических наук, заведующий отделом, — работник того же предприятия;
- Мишарин, Александр Сергеевич, кандидат экономических наук, директор департамента Министерства транспорта Российской Федерации;
- Целько, Александр Витальевич, начальник Западно-Сибирской железной дороги — филиала открытого акционерного общества «Российские железные дороги».

За создание принципиально нового интегрального привода-генератора для систем электроснабжения современных и перспективных самолётов, внедрение его в серийное производство и эксплуатацию в интересах Министерства обороны Российской Федерации
- Голланд, Вадим Семёнович, заместитель главного конструктора открытого акционерного общества «ОКБ Сухого».
- Кнышев, Алексей Иванович, главный конструктор того же акционерного общества;
- Думов, Виктор Израилевич, доктор технических наук, главный конструктор направления открытого акционерного общества "ОКБ «Кристалл».
- Родионов, Виктор Петрович, генеральный директор, главный конструктор того же акционерного общества;
- Парников, Вячеслав Иванович, начальник отделения федерального государственного унитарного предприятия "Российская самолетостроительная корпорация «МиГ».
- Степанов, Валентин Александрович, заместитель генерального конструктора того же предприятия;
- Фомичев, Анатолий Николаевич, генеральный директор Санкт-Петербургского открытого акционерного общества «Красный Октябрь».

За создание и внедрение в серийное производство переносного зенитного ракетного комплекса «ИГЛА-С»
- Кашин, Валерий Михайлович, кандидат технических наук, первый заместитель главного конструктора федерального государственного унитарного предприятия «Конструкторское бюро машиностроения», руководитель работы.
- Смирнов, Александр Геннадьевич, заместитель начальника научно-технического направления.
- Фокин, Руслан Васильевич, начальник направления — главный конструктор направления, — работник того же предприятия;
- Евдокимов, Игорь Владимирович, начальник лаборатории открытого акционерного общества «ЛОМО».
- Шустов, Николай Юрьевич, заместитель технического директора того же акционерного общества;
- Знахурко, Валерий Алексеевич, начальник управления Главного ракетно-артиллерийского управления Министерства обороны Российской Федерации;
- Кравченко, Юрий Трифонович, кандидат технических наук, заместитель главного конструктора федерального государственного унитарного предприятия «Российский федеральный ядерный центр — Всероссийский научно-исследовательский институт экспериментальной физики».
- Шульженко, Пётр Фёдорович, кандидат технических наук, заместитель директора того же предприятия.